# Anadia ocellata
Espèce
Statut de conservation UICN

 LC  : Préoccupation mineure
Synonymes
- Chalcidolepis metallicus Cope, 1875
- Anadia metallica attenuata Taylor, 1955
- Anadia metallica arborea Taylor, 1955

Anadia ocellata est une espèce de sauriens de la famille des Gymnophthalmidae.

## Répartition
Cette espèce se rencontre au Costa Rica, au Panama et en Colombie.

## Habitat
Elle est assez rare et est souvent trouvée dans ou à proximité de broméliacées, ce qui lui a valu son nom local de Lagartija de las bromelias et anglais de Bromeliad Lizard. On lui prête donc des habitudes arboricoles, qui expliquerait sa rareté.

## Description

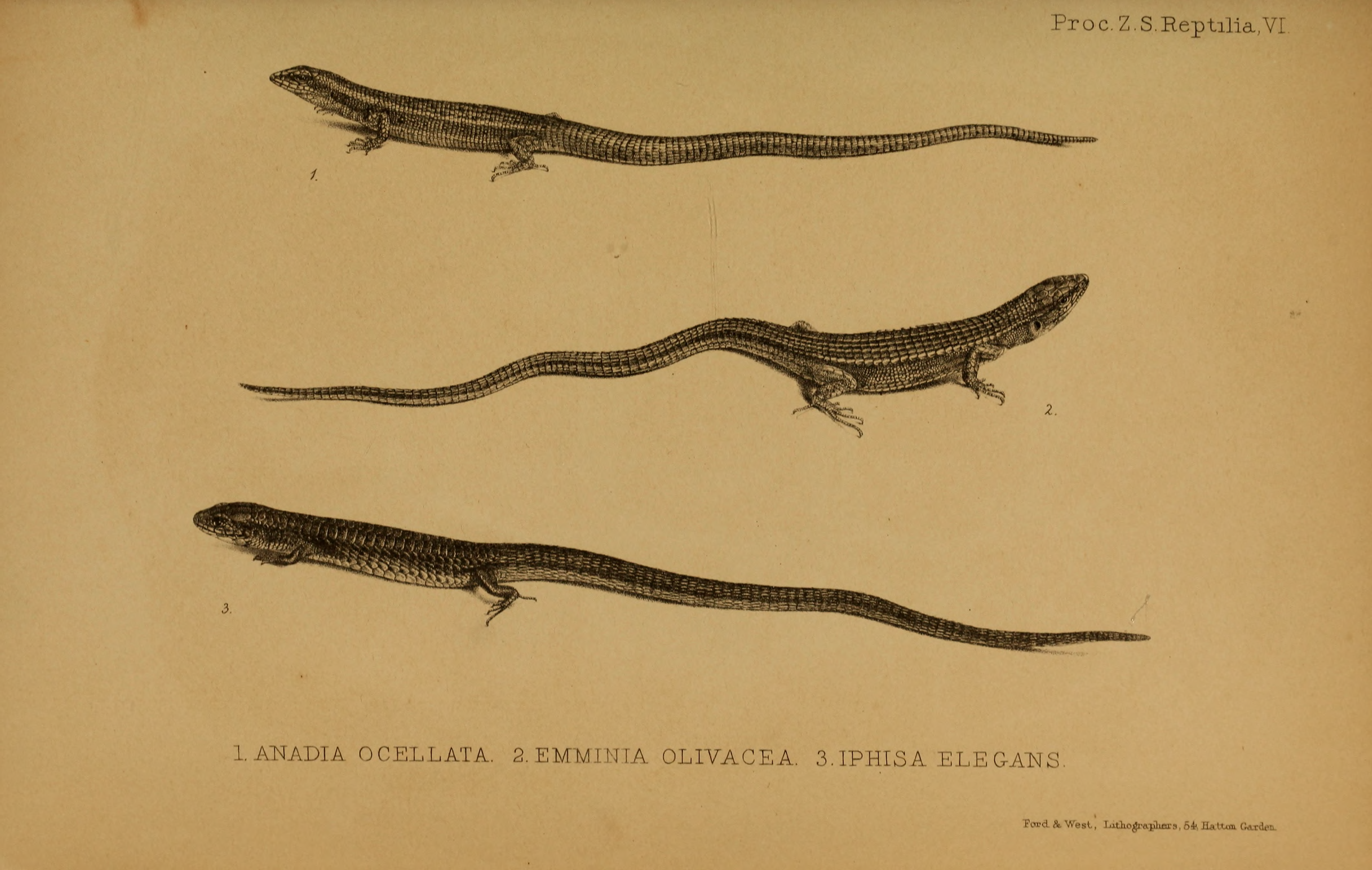
Anadia ocellata en haut
Cercosaura ocellata au centre et
Iphisa elegans en bas

C'est un reptile petit et mince, au corps cylindrique muni d'une longue queue très sensible et très encline à l'autotomie en cas de danger ou lorsque l'animal est malmené.

## Publication originale
- Gray, 1845 : Catalogue of the specimens of lizards in the collection of the British Museum. p. 1-289 (texte intégral).